# Litoria
Litoria é um género de rela natural de: Austrália, Arquipélago de Bismarck, Pequenas Ilhas da Sonda, Ilhas Molucas, Nova Guiné, Ilhas Salomão e Timor. Distinguem-se de outras relas, pela presença de íris horizontais, falta de pigmentação na pálpebra e pela sua distribuição. É o único género da subfamília Litoriinae.

## Espécies
- "Litoria papua" (Van Kampen, 1909)
- Litoria adelaidensis (Gray, 1841)
- Litoria alboguttata (Günther, 1867)
- Litoria albolabris (Wandolleck, 1911)
- Litoria amboinensis (Horst, 1883)
- Litoria andiirrmalin McDonald, 1997
- Litoria angiana (Boulenger, 1915)
- Litoria arfakiana (Peters and Doria, 1878)
- Litoria aruensis (Horst, 1883)
- Litoria auae Menzies and Tyler, 2004
- Litoria aurea (Lesson, 1826)
- Litoria aurifera Anstis, Tyler, Roberts, Price, and Doughty, 2010
- Litoria australis (Gray, 1842)
- Litoria avocalis (Zweifel, 1958)
- Litoria axillaris Doughty, 2011
- Litoria barringtonensis (Copland, 1957)
- Litoria becki (Loveridge, 1945)
- Litoria biakensis Günther, 2006
- Litoria bibonius Kraus and Allison, 2004
- Litoria bicolor (Gray, 1842)
- Litoria bivocalis (Kraus, 2012)
- Litoria booroolongensis (Moore, 1961)
- Litoria brevipalmata Tyler, Martin, and Watson, 1972
- Litoria brevipes (Peters, 1871)
- Litoria brongersmai (Loveridge, 1945)
- Litoria bulmeri (Tyler, 1968)
- Litoria burrowsi (Scott, 1942)
- Litoria caerulea (White, 1790)
- Litoria capitula (Tyler, 1968)
- Litoria castanea Steindachner, 1867
- Litoria cavernicola Tyler and Davies, 1979
- Litoria cheesmani (Tyler, 1964)
- Litoria chloris (Boulenger, 1892)
- Litoria chloristona Menzies, Richards, and Tyler, 2008
- Litoria chloronota (Boulenger, 1911)
- Litoria chrisdahli Richards, 2007
- Litoria christianbergmanni Günther, 2008
- Litoria citropa (Péron, 1807)
- Litoria congenita (Peters and Doria, 1878)
- Litoria contrastens (Tyler, 1968)
- Litoria cooloolensis Liem, 1974
- Litoria coplandi (Tyler, 1968)
- Litoria corbeni (Wells and Wellington, 1985)
- Litoria cryptochrysos (Kraus, 2012)
- Litoria cryptotis (Tyler and Martin, 1977)
- Litoria cultripes (Parker, 1940)
- Litoria cyclorhyncha (Boulenger, 1882)
- Litoria dahlii (Boulenger, 1896)
- Litoria darlingtoni (Loveridge, 1945)
- Litoria daviesae Mahony, Knowles, Foster, and Donnellan, 2001
- Litoria dayi (Günther, 1897)
- Litoria daymani (Zweifel, 1958)
- Litoria dentata (Keferstein, 1868)
- Litoria disrupta (Tyler, 1963)
- Litoria dorsalis Macleay, 1878
- Litoria dorsivena (Tyler, 1968)
- Litoria dux Richards and Oliver, 2006
- Litoria electrica Ingram and Corben, 1990
- Litoria elkeae Günther and Richards, 2000
- Litoria eschata Kraus and Allison, 2009
- Litoria eucnemis (Lönnberg, 1900)
- Litoria eurynastes Menzies, Richards, and Tyler, 2008
- Litoria everetti (Boulenger, 1897)
- Litoria ewingii (Duméril and Bibron, 1841)
- Litoria exophthalmia Tyler, Davies, and Aplin, 1986
- Litoria fallax (Peters, 1880)
- Litoria flavescens Kraus and Allison, 2004
- Litoria fluviatilis (Zweifel, 1958)
- Litoria foricula (Tyler, 1963)
- Litoria freycineti Tschudi, 1838
- Litoria fuscula Oliver and Richards, 2007
- Litoria gasconi Richards, Oliver, Krey, and Tjaturadi, 2009
- Litoria genimaculata (Horst, 1883)
- Litoria gilleni (Spencer, 1896)
- Litoria gracilenta (Peters, 1869)
- Litoria graminea (Boulenger, 1905)
- Litoria granti (Boulenger, 1914)
- Litoria gularis (Parker, 1936)
- Litoria havina Menzies, 1993
- Litoria hilli Hiaso and Richards, 2006
- Litoria humboldtorum Günther, 2006
- Litoria humeralis (Boulenger, 1912)
- Litoria hunti Richards, Oliver, Dahl, and Tjaturadi, 2006
- Litoria impura (Peters and Doria, 1878)
- Litoria inermis (Peters, 1867)
- Litoria infrafrenata (Günther, 1867)
- Litoria intercastella (Kraus, 2012)
- Litoria iris (Tyler, 1962)
- Litoria jervisiensis (Duméril and Bibron, 1841)
- Litoria jeudii (Werner, 1901)
- Litoria jungguy Donnellan and Mahony, 2004
- Litoria kubori (Zweifel, 1958)
- Litoria kuduki (Richards, 2007)
- Litoria kumae Menzies and Tyler, 2004
- Litoria latopalmata Günther, 1867
- Litoria lesueurii (Duméril and Bibron, 1841)
- Litoria leucova (Tyler, 1968)
- Litoria littlejohni White, Whitford, and Mahony, 1994
- Litoria lodesdema Menzies, Richards, and Tyler, 2008
- Litoria longicrus (Boulenger, 1911)
- Litoria longipes (Tyler and Martin, 1977)
- Litoria longirostris Tyler and Davies, 1977
- Litoria lorica Davies and McDonald, 1979
- Litoria louisiadensis (Tyler, 1968)
- Litoria lutea (Boulenger, 1887)
- Litoria macki Richards, 2001
- Litoria maculosa (Tyler and Martin, 1977)
- Litoria maini (Tyler and Martin, 1977)
- Litoria majikthise Johnston and Richards, 1994
- Litoria manya (Van Beurden and McDonald, 1980)
- Litoria mareku Günther, 2008
- Litoria megalops Richards and Iskandar, 2006
- Litoria meiriana (Tyler, 1969)
- Litoria michaeltyleri Frost, Grant, Faivovich, Bain, Haas, Haddad, de Sá, Channing, Wilkinson, Donnellan, Raxworthy, Campbell, Blotto, Moler, Drewes, Nussbaum, Lynch, Green, and Wheeler, 2006
- Litoria microbelos (Cogger, 1966)
- Litoria micromembrana (Tyler, 1963)
- Litoria modica (Tyler, 1968)
- Litoria montana (Peters and Doria, 1878)
- Litoria moorei (Copland, 1957)
- Litoria mucro Menzies, 1993
- Litoria multicolor Günther, 2004
- Litoria multiplica (Tyler, 1964)
- Litoria myola Hoskin, 2007
- Litoria mystax (Van Kampen, 1906)
- Litoria nannotis (Andersson, 1916)
- Litoria napaea (Tyler, 1968)
- Litoria narinosa (Zweifel, 1958)
- Litoria nasuta (Gray, 1842)
- Litoria nigrofrenata (Günther, 1867)
- Litoria nigropunctata (Meyer, 1875)
- Litoria novaehollandiae (Steindachner, 1867)
- Litoria nudidigita (Copland, 1963)
- Litoria nyakalensis Liem, 1974
- Litoria obsoleta (Lönnberg, 1900)
- Litoria obtusirostris Meyer, 1875
- Litoria oenicolen Menzies and Zweifel, 1974
- Litoria oktediensis (Richards and Johnston, 1993)
- Litoria ollauro Menzies, 1993
- Litoria olongburensis Liem and Ingram, 1977
- Litoria pallida Davies, Martin, and Watson, 1983
- Litoria papua (Boulenger, 1897)
- Litoria paraewingi Watson, Loftus-Hills, and Littlejohn, 1971
- Litoria pearsoniana (Copland, 1961)
- Litoria perimetri (Zweifel, 1958)
- Litoria peronii (Tschudi, 1838)
- Litoria persimilis (Zweifel, 1958)
- Litoria personata Tyler, Davies, and Martin, 1978
- Litoria phyllochroa (Günther, 1863)
- Litoria piperata Tyler and Davies, 1985
- Litoria platycephala (Günther, 1873)
- Litoria pratti (Boulenger, 1911)
- Litoria pronimia Menzies, 1993
- Litoria prora (Menzies, 1969)
- Litoria pulchra (Wandolleck, 1911)
- Litoria purpureolata Oliver, Richards, Tjaturadi, and Iskandar, 2007
- Litoria pygmaea (Meyer, 1875)
- Litoria quadrilineata Tyler and Parker, 1974
- Litoria raniformis (Keferstein, 1867)
- Litoria rara Günther and Richards, 2005
- Litoria revelata Ingram, Corben, and Hosmer, 1982
- Litoria rheocola Liem, 1974
- Litoria richardsi Dennis and Cunningham, 2006
- Litoria rivicola Günther and Richards, 2005
- Litoria robinsonae Oliver, Stuart-Fox, and Richards, 2008
- Litoria rothii (De Vis, 1884)
- Litoria rubella (Gray, 1842)
- Litoria rubrops Kraus and Allison, 2004
- Litoria rueppelli (Boettger, 1895)
- Litoria sanguinolenta (Van Kampen, 1909)
- Litoria sauroni Richards and Oliver, 2006
- Litoria scabra Günther and Richards, 2005
- Litoria semipalmata (Parker, 1936)
- Litoria serrata (Andersson, 1916)
- Litoria singadanae Richards, 2005
- Litoria spartacus Richards and Oliver, 2006
- Litoria spenceri Dubois, 1984
- Litoria spinifera (Tyler, 1968)
- Litoria splendida Tyler, Davies, and Martin, 1977
- Litoria staccato Doughty and Anstis, 2007
- Litoria subglandulosa Tyler and Anstis, 1983
- Litoria thesaurensis (Peters, 1877)
- Litoria timida Tyler and Parker, 1972
- Litoria tornieri (Nieden, 1923)
- Litoria trachydermis (Zweifel, 1983)
- Litoria tyleri Martin, Watson, Gartside, Littlejohn, and Loftus-Hills, 1979
- Litoria umarensis Günther, 2004
- Litoria umbonata Tyler and Davies, 1983
- Litoria vagabunda (Peters and Doria, 1878)
- Litoria vagitus (Tyler, Davies, and Martin, 1981)
- Litoria verae Günther, 2004
- Litoria verreauxii (Duméril, 1853)
- Litoria verrucosa (Tyler and Martin, 1977)
- Litoria viranula Menzies, Richards, and Tyler, 2008
- Litoria vocivincens Menzies, 1972
- Litoria wapogaensis Richards and Iskandar, 2001
- Litoria watjulumensis (Copland, 1957)
- Litoria wilcoxii Günther, 1864
- Litoria wisselensis (Tyler, 1968)
- Litoria wollastoni (Boulenger, 1914)
- Litoria xanthomera Davies, McDonald, and Adams, 1986
- Litoria zweifeli (Tyler, 1967)